# Vol Air Tahoma 185
Le 13 août 2004, le vol Air Tahoma 185, un vol cargo régulier assuré par un Convair 580 appartenant à Air Tahoma (en), dans le cadre d'un contrat de transport de colis pour la société DHL, et reliant Memphis, dans le Tennessee, à Cincinnati, dans l'Ohio, s'est écrasé vers 0 h 49 heure avancée de l'Est sur un terrain de golf, à seulement 1 600 m de la piste d'atterrissage, lors de la phase d'approche vers l'aéroport international de Cincinnati-Northern Kentucky. Le copilote a été tué sur le coup, tandis que le commandant a été légèrement blessé,.

## Avion

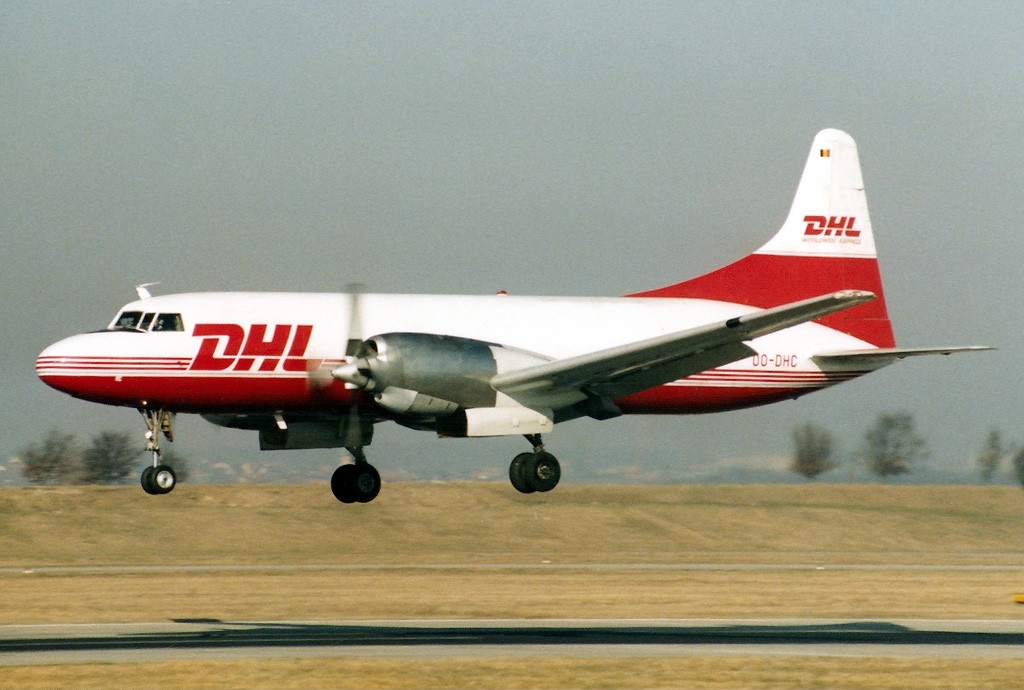
L'appareil impliqué dans l'accident, alors en service pour (OO-DHC), ici à l'aéroport de Stuttgart en février 1989.

L'appareil impliqué est un Convair 580 âgé de 51 ans, immatriculé N586P (numéro de série 68) et cumulant 67 886 heures de vol au moment de l'accident. Initialement conçu en tant que Convair 340/440, il était équipé de deux turbopropulseurs Allison 501-D13D.
Il avait été fabriqué en 1953 et a d'abord été livré à United Airlines en mai de cette année, avec comme immatriculation N73131. Il est resté en service chez United Airlines jusqu'au 28 novembre 1960, date à laquelle il a été repris par Lake Central Airlines (en). Puis, après la fusion de Lake Central Airlines avec Allegheny Airlines, l'avion a été ré-immatriculé N5841, au nom de son nouveau propriétaire, le 1er août 1968. Il a ensuite été repris par plusieurs autres compagnies aériennes, dont Mountain West Airlines, Sierra Pacific Airlines (en), European Air Transport (EAT) (en) et Swiftair, changeant également d'immatriculation à plusieurs reprises. L'avion a reçu son dernier numéro d'immatriculation, N586P, le 27 avril 2004, après avoir été acquis par Air Tahoma (en).

## Équipage
À bord de cet avion se trouvaient seulement deux membres d'équipage. Le commandant de bord, Bruno Pichelli (49 ans), a été embauché par Air Tahoma le 19 juillet 2004 et qui cumule 2 500 heures de vol à son actif, dont 1 337 heures sur Convair 580.
Le copilote, Michael Gelwicks (37 ans), a été embauché par la compagnie aérienne le 5 mai 2004 et totalise 2 488 heures de vol, dont seulement 145 heures sur Convair 580.

## Accident

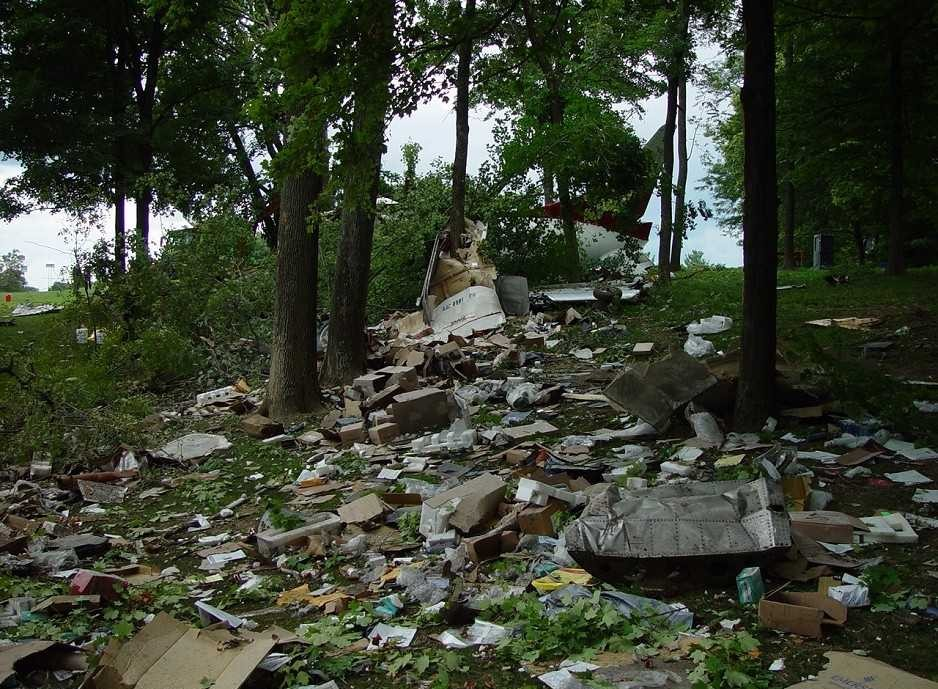
Les débris de l'avion accidenté, sur le site du crash du vol 185.

Le vol 185 d'Air Tahoma (en) s'est écrasé sur le terrain de golf World of Golf, situé à seulement un kilomètre au sud de l'aéroport international de Cincinnati-Northern Kentucky (CVG), près de Florence, dans le Kentucky, alors qu'il effectuait son approche finale vers la piste 36R. L'appareil s'est ensuite disloqué sous la violence du choc et a fini sa course à travers une rangée d'arbres. 
Le bruit du crash a été entendu par un officier de la police de Florence qui se trouvait à proximité. Peu de temps après, les premiers intervenants ont trouvé l'épave de l'avion. Le copilote Gelwicks a été tué à l'impact, tandis que le commandant Pichelli a été légèrement blessé ; l'appareil a été entièrement détruit lors de l'impact. 
Le vol 185 était effectué en tant que vol cargo, pour le compte de DHL, entre l'aéroport international de Memphis, dans le Tennessee, et l'aéroport international de Cincinnati-Northern Kentucky, dans le Kentucky. Les conditions météorologiques de vol à vue (VMC) prévalaient lors de ce vol, qui s'est déroulé selon un plan de vol respectant les règles de vol aux instruments (IFR).

## Enquête
Le Conseil national de la sécurité des transports (NTSB) a déterminé que la cause probable de cet accident était une panne de carburant résultant de la décision du commandant de bord de ne pas suivre les procédures approuvées pour une alimentation croisée en carburant. 
Différents réglages de pression de sortie sur les pompes de suralimentation, couplées à la soupape d'intercommunication ouverte ont fait que les deux moteurs puisaient du carburant dans un seul et même réservoir, celui de gauche. Tout le carburant du réservoir gauche de l'avion non utilisé par les moteurs a été transféré dans le réservoir droit en raison de la différence de pression entre les pompes d'alimentation. 
Pendant la descente de l'avion jusqu'à l'atterrissage, le carburant du réservoir gauche s'est épuisé. Les deux pompes à carburant entraînées par moteur ont aspiré de l'air du réservoir gauche dans le système d'alimentation en carburant, ce qui a entraîné une extinction simultanée des deux moteurs.
La planification pré-vol inadéquate du commandant de bord, sa distraction subséquente pendant le vol et son initiation tardive de la liste de vérification ont contribué à l'accident. L'échec de l'équipage à surveiller les jauges de carburant et à reconnaître que les différentes variations dans le pilotage de l'appareil ont été causées par un déséquilibre de carburant a également contribué à l'accident.

## Médias
L'accident a fait l'objet d'un épisode dans la série télévisée Air Crash nommé « Panne de carburant » (saison 25 - épisode 2).